# Copa Hopman 2011
La Hyundai Hopman Cup XXIII, correspon a la 23a edició de la Copa Hopman de tennis entre països. Vuit països participen en el Grup Mundial amb un tennista de cada sexe. Aquesta edició es disputa entre l'1 i el 8 de gener de 2011 en el Burswood Entertainment Complex de Perth, Austràlia.
L'equip espanyol no fou invitat per poder defensar el títol aconseguit en l'edició anterior.

## Equips
Equips que participants en el torneig:
| 1. Sèrbia – Ana Ivanovic / Novak Djokovic 2. Regne Unit – Laura Robson / Andy Murray 3. Bèlgica – Justine Henin / Ruben Bemelmans 4. Itàlia – Francesca Schiavone / Potito Starace | - Estats Units – Bethanie Mattek-Sands / John Isner - Kazakhstan – Iaroslava Xvédova / Andrei Gólubev - Austràlia – Alicia Molik / Lleyton Hewitt - França – Kristina Mladenovic / Nicolas Mahut |

- Inicialment, Estats Units era segona cap de sèrie per la presència de Serena Williams, però quan fou reemplaçada per Bethanie Mattek-Sands, l'equip estatunidenc fou degradat i Itàlia va pujar a la quarta posició.[4]
- Sesil Karatantcheva va reemplaçar a Iaroslava Xvédova després que aquesta es lesionés en el primer partit.[5]

## Grup A

### Classificació
| Pos. | País       | V | D | Partits | Sets   |
| ---- | ---------- | - | - | ------- | ------ |
| 1    | Sèrbia     | 2 | 1 | 7 − 2   | 15 − 6 |
| 2    | Bèlgica    | 2 | 1 | 6 − 3   | 13 − 8 |
| 3    | Austràlia  | 2 | 1 | 5 − 4   | 10 − 9 |
| 4    | Kazakhstan | 0 | 3 | 0 − 9   | 2 − 17 |

- Sèrbia es va classificar en primera posició després de guanyar dos partits per 3-0, això no obstant, la tennista Ana Ivanovic es va haver de retirar a causa lesió d'un dolor abdominal. Bèlgica va substituir Sèrbia a la final, ja que va quedar en segona posició del grup.

### Partits

#### Bèlgica vs. Austràlia
| Bèlgica 1 | Burswood Entertainment Complex, Perth 1 de gener de 2010 Dura interior | Burswood Entertainment Complex, Perth 1 de gener de 2010 Dura interior | Austràlia 2 |     |          |  |
| \| \| \| \| 1 \| 2 \| 3 \| \| \| - \| ------------------- \| ------------------------------------------------------------- \| --- \| --- \| -------- \| \| \| 1 \| Bèlgica · Austràlia \| Justine Henin Alicia Molik \| 6 4 \| 6 4 \| \| \| \| 2 \| Bèlgica · Austràlia \| Ruben Bemelmans Lleyton Hewitt \| 4 6 \| 3 6 \| \| \| \| 3 \| Bèlgica · Austràlia \| Justine Henin / Ruben Bemelmans Alicia Molik / Lleyton Hewitt \| 6 1 \| 3 6 \| [8] [10] \| \| |                                                                        |                                                                        |             |     |          |  |
| |                                                                        |                                                                        | 1           | 2   | 3        |  |
| 1 | Bèlgica · Austràlia                                                    | Justine Henin Alicia Molik                                             | 6 4         | 6 4 |          |  |
| 2 | Bèlgica · Austràlia                                                    | Ruben Bemelmans Lleyton Hewitt                                         | 4 6         | 3 6 |          |  |
| 3 | Bèlgica · Austràlia                                                    | Justine Henin / Ruben Bemelmans Alicia Molik / Lleyton Hewitt          | 6 1         | 3 6 | [8] [10] |  |

#### Sèrbia vs. Kazakhstan
| Sèrbia 3 | Burswood Entertainment Complex, Perth 2 de gener de 2010 Dura interior | Burswood Entertainment Complex, Perth 2 de gener de 2010 Dura interior | Kazakhstan 0 |     |     |  |
| \| \| \| \| 1 \| 2 \| 3 \| \| \| - \| ------------------- \| ---------------------------------------------------------------- \| ---- \| --- \| --- \| \| \| 1 \| Sèrbia · Kazakhstan \| Ana Ivanovic Iaroslava Xvédova \| 7 6⁶ \| 6 1 \| \| \| \| 2 \| Sèrbia · Kazakhstan \| Novak Djokovic Andrei Gólubev \| 4 6 \| 6 3 \| 6 1 \| \| \| 3 \| Sèrbia · Kazakhstan \| Ana Ivanovic / Novak Djokovic Iaroslava Xvédova / Andrei Gólubev \| 7 63 \| 6 4 \| \| \| |                                                                        |                                                                        |              |     |     |  |
| |                                                                        |                                                                        | 1            | 2   | 3   |  |
| 1 | Sèrbia · Kazakhstan                                                    | Ana Ivanovic Iaroslava Xvédova                                         | 7 6⁶         | 6 1 |     |  |
| 2 | Sèrbia · Kazakhstan                                                    | Novak Djokovic Andrei Gólubev                                          | 4 6          | 6 3 | 6 1 |  |
| 3 | Sèrbia · Kazakhstan                                                    | Ana Ivanovic / Novak Djokovic Iaroslava Xvédova / Andrei Gólubev       | 7 63         | 6 4 |     |  |

#### Bèlgica vs. Kazakhstan
| Bèlgica 3 | Burswood Entertainment Complex, Perth 4 de gener de 2010 Dura interior | Burswood Entertainment Complex, Perth 4 de gener de 2010 Dura interior | Kazakhstan 0 |     |          |  |
| \| \| \| \| 1 \| 2 \| 3 \| \| \| - \| -------------------- \| -------------------------------------------------------------------- \| --- \| --- \| -------- \| \| \| 1 \| Bèlgica · Kazakhstan \| Justine Henin Sesil Karatantcheva \| 6 4 \| 6 3 \| \| \| \| 2 \| Bèlgica · Kazakhstan \| Ruben Bemelmans Andrei Gólubev \| 6 4 \| 6 4 \| \| \| \| 3 \| Bèlgica · Kazakhstan \| Justine Henin / Ruben Bemelmans Sesil Karatantcheva / Andrei Gólubev \| 4 6 \| 6 2 \| [10] [8] \| \| |                                                                        |                                                                        |              |     |          |  |
| |                                                                        |                                                                        | 1            | 2   | 3        |  |
| 1 | Bèlgica · Kazakhstan                                                   | Justine Henin Sesil Karatantcheva                                      | 6 4          | 6 3 |          |  |
| 2 | Bèlgica · Kazakhstan                                                   | Ruben Bemelmans Andrei Gólubev                                         | 6 4          | 6 4 |          |  |
| 3 | Bèlgica · Kazakhstan                                                   | Justine Henin / Ruben Bemelmans Sesil Karatantcheva / Andrei Gólubev   | 4 6          | 6 2 | [10] [8] |  |

#### Sèrbia vs. Austràlia
| Sèrbia 3 | Burswood Entertainment Complex, Perth 4 de gener de 2010 Dura interior | Burswood Entertainment Complex, Perth 4 de gener de 2010 Dura interior | Austràlia 0 |     |          |  |
| \| \| \| \| 1 \| 2 \| 3 \| \| \| - \| ------------------ \| ----------------------------------------------------------- \| ---- \| --- \| -------- \| \| \| 1 \| Sèrbia · Austràlia \| Ana Ivanovic Alicia Molik \| 6 4 \| 6 0 \| \| \| \| 2 \| Sèrbia · Austràlia \| Novak Djokovic Lleyton Hewitt \| 6 2 \| 6 4 \| \| \| \| 3 \| Sèrbia · Austràlia \| Ana Ivanovic / Novak Djokovic Alicia Molik / Lleyton Hewitt \| 6⁵ 7 \| 7 5 \| [10] [6] \| \| |                                                                        |                                                                        |             |     |          |  |
| |                                                                        |                                                                        | 1           | 2   | 3        |  |
| 1 | Sèrbia · Austràlia                                                     | Ana Ivanovic Alicia Molik                                              | 6 4         | 6 0 |          |  |
| 2 | Sèrbia · Austràlia                                                     | Novak Djokovic Lleyton Hewitt                                          | 6 2         | 6 4 |          |  |
| 3 | Sèrbia · Austràlia                                                     | Ana Ivanovic / Novak Djokovic Alicia Molik / Lleyton Hewitt            | 6⁵ 7        | 7 5 | [10] [6] |  |

#### Austràlia vs. Kazakhstan
| Austràlia 3 | Burswood Entertainment Complex, Perth 6 de gener de 2010 Dura interior | Burswood Entertainment Complex, Perth 6 de gener de 2010 Dura interior | Kazakhstan 0 |     |   |  |
| \| \| \| \| 1 \| 2 \| 3 \| \| \| - \| ---------------------- \| ---------------------------------------------------------------- \| --- \| --- \| - \| \| \| 1 \| Austràlia · Kazakhstan \| Alicia Molik Iaroslava Xvédova \| 6 3 \| 6 2 \| \| \| \| 2 \| Austràlia · Kazakhstan \| Lleyton Hewitt Andrei Gólubev \| 6 3 \| 6 3 \| \| \| \| 3 \| Austràlia · Kazakhstan \| Alicia Molik / Lleyton Hewitt Iaroslava Xvédova / Andrei Gólubev \| 8 7 \| \| \| \| |                                                                        |                                                                        |              |     |   |  |
| |                                                                        |                                                                        | 1            | 2   | 3 |  |
| 1 | Austràlia · Kazakhstan                                                 | Alicia Molik Iaroslava Xvédova                                         | 6 3          | 6 2 |   |  |
| 2 | Austràlia · Kazakhstan                                                 | Lleyton Hewitt Andrei Gólubev                                          | 6 3          | 6 3 |   |  |
| 3 | Austràlia · Kazakhstan                                                 | Alicia Molik / Lleyton Hewitt Iaroslava Xvédova / Andrei Gólubev       | 8 7          |     |   |  |

#### Sèrbia vs. Bèlgica
| Sèrbia 1 | Burswood Entertainment Complex, Perth 6 de gener de 2010 Dura interior | Burswood Entertainment Complex, Perth 6 de gener de 2010 Dura interior | Bèlgica 2 |     |          |  |
| \| \| \| \| 1 \| 2 \| 3 \| \| \| - \| ---------------- \| ------------------------------------------------------------- \| --- \| --- \| -------- \| \| \| 1 \| Sèrbia · Bèlgica \| Ana Ivanovic Justine Henin \| 4 6 \| 3 6 \| \| \| \| 2 \| Sèrbia · Bèlgica \| Novak Djokovic Ruben Bemelmans \| 6 3 \| 6 2 \| \| \| \| 3 \| Sèrbia · Bèlgica \| Ana Ivanovic / Novak Djokovic Justine Henin / Ruben Bemelmans \| 6 3 \| 4 6 \| [4] [10] \| \| |                                                                        |                                                                        |           |     |          |  |
| |                                                                        |                                                                        | 1         | 2   | 3        |  |
| 1 | Sèrbia · Bèlgica                                                       | Ana Ivanovic Justine Henin                                             | 4 6       | 3 6 |          |  |
| 2 | Sèrbia · Bèlgica                                                       | Novak Djokovic Ruben Bemelmans                                         | 6 3       | 6 2 |          |  |
| 3 | Sèrbia · Bèlgica                                                       | Ana Ivanovic / Novak Djokovic Justine Henin / Ruben Bemelmans          | 6 3       | 4 6 | [4] [10] |  |

## Grup B

### Classificació
| Pos. | País         | V | D | Partits | Sets   |
| ---- | ------------ | - | - | ------- | ------ |
| 1    | Estats Units | 3 | 0 | 7 − 2   | 15 − 7 |
| 2    | França       | 2 | 1 | 5 − 4   | 12 − 9 |
| 3    | Itàlia       | 1 | 2 | 3 − 6   | 7 − 14 |
| 4    | Regne Unit   | 0 | 3 | 3 − 5   | 8 − 12 |

### Partits

#### Regne Unit vs. Itàlia
| Regne Unit 1 | Burswood Entertainment Complex, Perth 3 de gener de 2010 Dura interior | Burswood Entertainment Complex, Perth 3 de gener de 2010 Dura interior | Itàlia 2 |      |          |  |
| \| \| \| \| 1 \| 2 \| 3 \| \| \| - \| ------------------- \| --------------------------------------------------------------- \| ---- \| ---- \| -------- \| \| \| 1 \| Regne Unit · Itàlia \| Laura Robson Francesca Schiavone \| 5 7 \| 3 6 \| \| \| \| 2 \| Regne Unit · Itàlia \| Andy Murray Potito Starace \| 7 5 \| 6 1 \| \| \| \| 3 \| Regne Unit · Itàlia \| Laura Robson / Andy Murray Francesca Schiavone / Potito Starace \| 7 6¹ \| 6⁶ 7 \| [2] [10] \| \| |                                                                        |                                                                        |          |      |          |  |
| |                                                                        |                                                                        | 1        | 2    | 3        |  |
| 1 | Regne Unit · Itàlia                                                    | Laura Robson Francesca Schiavone                                       | 5 7      | 3 6  |          |  |
| 2 | Regne Unit · Itàlia                                                    | Andy Murray Potito Starace                                             | 7 5      | 6 1  |          |  |
| 3 | Regne Unit · Itàlia                                                    | Laura Robson / Andy Murray Francesca Schiavone / Potito Starace        | 7 6¹     | 6⁶ 7 | [2] [10] |  |

#### Estats Units vs. França
| Estats Units 3 | Burswood Entertainment Complex, Perth 3 de gener de 2010 Dura interior | Burswood Entertainment Complex, Perth 3 de gener de 2010 Dura interior | França 0 |      |          |  |
| \| \| \| \| 1 \| 2 \| 3 \| \| \| - \| --------------------- \| ---------------------------------------------------------------------- \| --- \| ---- \| -------- \| \| \| 1 \| Estats Units · França \| Bethanie Mattek-Sands Kristina Mladenovic \| 3 6 \| 6 3 \| 6 1 \| \| \| 2 \| Estats Units · França \| John Isner Nicolas Mahut \| 6 3 \| 7 6⁵ \| \| \| \| 3 \| Estats Units · França \| Bethanie Mattek-Sands / John Isner Kristina Mladenovic / Nicolas Mahut \| 2 6 \| 6 3 \| [10] [8] \| \| |                                                                        |                                                                        |          |      |          |  |
| |                                                                        |                                                                        | 1        | 2    | 3        |  |
| 1 | Estats Units · França                                                  | Bethanie Mattek-Sands Kristina Mladenovic                              | 3 6      | 6 3  | 6 1      |  |
| 2 | Estats Units · França                                                  | John Isner Nicolas Mahut                                               | 6 3      | 7 6⁵ |          |  |
| 3 | Estats Units · França                                                  | Bethanie Mattek-Sands / John Isner Kristina Mladenovic / Nicolas Mahut | 2 6      | 6 3  | [10] [8] |  |

#### Estats Units vs. Itàlia
| Estats Units 2 | Burswood Entertainment Complex, Perth 5 de gener de 2010 Dura interior | Burswood Entertainment Complex, Perth 5 de gener de 2010 Dura interior  | Itàlia 1 |     |          |  |
| \| \| \| \| 1 \| 2 \| 3 \| \| \| - \| --------------------- \| ----------------------------------------------------------------------- \| ---- \| --- \| -------- \| \| \| 1 \| Estats Units · Itàlia \| Bethanie Mattek-Sands Francesca Schiavone \| 6 4 \| 6 4 \| \| \| \| 2 \| Estats Units · Itàlia \| John Isner Potito Starace \| 7 6⁵ \| 4 6 \| 6 4 \| \| \| 3 \| Estats Units · Itàlia \| Bethanie Mattek-Sands / John Isner Francesca Schiavone / Potito Starace \| 7 6⁵ \| 2 6 \| [3] [10] \| \| |                                                                        |                                                                         |          |     |          |  |
| |                                                                        |                                                                         | 1        | 2   | 3        |  |
| 1 | Estats Units · Itàlia                                                  | Bethanie Mattek-Sands Francesca Schiavone                               | 6 4      | 6 4 |          |  |
| 2 | Estats Units · Itàlia                                                  | John Isner Potito Starace                                               | 7 6⁵     | 4 6 | 6 4      |  |
| 3 | Estats Units · Itàlia                                                  | Bethanie Mattek-Sands / John Isner Francesca Schiavone / Potito Starace | 7 6⁵     | 2 6 | [3] [10] |  |

#### Regne Unit vs. França
| Regne Unit 1 | Burswood Entertainment Complex, Perth 5 de gener de 2010 Dura interior | Burswood Entertainment Complex, Perth 5 de gener de 2010 Dura interior | França 2 |      |     |  |
| \| \| \| \| 1 \| 2 \| 3 \| \| \| - \| ------------------- \| -------------------------------------------------------------- \| ---- \| ---- \| --- \| \| \| 1 \| Regne Unit · França \| Laura Robson Kristina Mladenovic \| 4 6 \| 6 3 \| 0 6 \| \| \| 2 \| Regne Unit · França \| Andy Murray Nicolas Mahut \| 7 63 \| 7 6⁵ \| \| \| \| 3 \| Regne Unit · França \| Laura Robson / Andy Murray Kristina Mladenovic / Nicolas Mahut \| 4 6 \| 2 6 \| \| \| |                                                                        |                                                                        |          |      |     |  |
| |                                                                        |                                                                        | 1        | 2    | 3   |  |
| 1 | Regne Unit · França                                                    | Laura Robson Kristina Mladenovic                                       | 4 6      | 6 3  | 0 6 |  |
| 2 | Regne Unit · França                                                    | Andy Murray Nicolas Mahut                                              | 7 63     | 7 6⁵ |     |  |
| 3 | Regne Unit · França                                                    | Laura Robson / Andy Murray Kristina Mladenovic / Nicolas Mahut         | 4 6      | 2 6  |     |  |

#### Itàlia vs. França
| Itàlia 0 | Burswood Entertainment Complex, Perth 7 de gener de 2010 Dura interior | Burswood Entertainment Complex, Perth 7 de gener de 2010 Dura interior   | França 3 |      |   |          |
| \| \| \| \| 1 \| 2 \| 3 \| \| \| - \| --------------- \| ------------------------------------------------------------------------ \| --- \| ---- \| - \| -------- \| \| 1 \| Itàlia · França \| Francesca Schiavone Kristina Mladenovic \| 4 \| \| \| retirada \| \| 2 \| Itàlia · França \| Potito Starace Nicolas Mahut \| 3 6 \| 6² 7 \| \| \| \| 3 \| Itàlia · França \| Francesca Schiavone / Potito Starace Kristina Mladenovic / Nicolas Mahut \| \| \| \| renúncia \| |                                                                        |                                                                          |          |      |   |          |
| |                                                                        |                                                                          | 1        | 2    | 3 |          |
| 1 | Itàlia · França                                                        | Francesca Schiavone Kristina Mladenovic                                  | 4        |      |   | retirada |
| 2 | Itàlia · França                                                        | Potito Starace Nicolas Mahut                                             | 3 6      | 6² 7 |   |          |
| 3 | Itàlia · França                                                        | Francesca Schiavone / Potito Starace Kristina Mladenovic / Nicolas Mahut |          |      |   | renúncia |

#### Estats Units vs. Regne Unit
| Estats Units 2 | Burswood Entertainment Complex, Perth 7 de gener de 2010 Dura interior | Burswood Entertainment Complex, Perth 7 de gener de 2010 Dura interior | Regne Unit 1 |     |   |          |
| \| \| \| \| 1 \| 2 \| 3 \| \| \| - \| ------------------------- \| ------------------------------------------------------------- \| --- \| --- \| - \| -------- \| \| 1 \| Estats Units · Regne Unit \| Bethanie Mattek-Sands Laura Robson \| 6 4 \| 6 2 \| \| \| \| 2 \| Estats Units · Regne Unit \| John Isner Andy Murray \| 4 6 \| 2 6 \| \| \| \| 3 \| Estats Units · Regne Unit \| Bethanie Mattek-Sands / John Isner Laura Robson / Andy Murray \| \| \| \| renúncia \| |                                                                        |                                                                        |              |     |   |          |
| |                                                                        |                                                                        | 1            | 2   | 3 |          |
| 1 | Estats Units · Regne Unit                                              | Bethanie Mattek-Sands Laura Robson                                     | 6 4          | 6 2 |   |          |
| 2 | Estats Units · Regne Unit                                              | John Isner Andy Murray                                                 | 4 6          | 2 6 |   |          |
| 3 | Estats Units · Regne Unit                                              | Bethanie Mattek-Sands / John Isner Laura Robson / Andy Murray          |              |     |   | renúncia |

## Final
| Bèlgica 1 | Burswood Entertainment Complex, Perth 8 de gener de 2010 Dura interior | Burswood Entertainment Complex, Perth 8 de gener de 2010 Dura interior | Estats Units 2 |     |   |  |
| \| \| \| \| 1 \| 2 \| 3 \| \| \| - \| ---------------------- \| ------------------------------------------------------------------ \| ---- \| --- \| - \| \| \| 1 \| Bèlgica · Estats Units \| Justine Henin Bethanie Mattek-Sands \| 7 6⁶ \| 6 3 \| \| \| \| 2 \| Bèlgica · Estats Units \| Ruben Bemelmans John Isner \| 3 6 \| 4 6 \| \| \| \| 3 \| Bèlgica · Estats Units \| Justine Henin / Ruben Bemelmans Bethanie Mattek-Sands / John Isner \| 1 6 \| 3 6 \| \| \| |                                                                        |                                                                        |                |     |   |  |
| |                                                                        |                                                                        | 1              | 2   | 3 |  |
| 1 | Bèlgica · Estats Units                                                 | Justine Henin Bethanie Mattek-Sands                                    | 7 6⁶           | 6 3 |   |  |
| 2 | Bèlgica · Estats Units                                                 | Ruben Bemelmans John Isner                                             | 3 6            | 4 6 |   |  |
| 3 | Bèlgica · Estats Units                                                 | Justine Henin / Ruben Bemelmans Bethanie Mattek-Sands / John Isner     | 1 6            | 3 6 |   |  |